# جاستن فيوينت
جاستن فيوينت (بالإنجليزية: Justin Fuente)‏ هو لاعب كرة قدم أمريكية أمريكي، ولد في 30 يوليو 1976 في تلسا في الولايات المتحدة.